# 1527 Malmquista
1527 Malmquista eller 1939 UG är en asteroid upptäckt den 18 oktober 1939 av den finska astronomen Yrjö Väisälä vid Storheikkilä observatorium. Asteroiden har fått sitt namn efter den svenske astronomen Gunnar Malmquist.
Den tillhör asteroidgruppen Flora.